# Verbum Supernum Prodiens

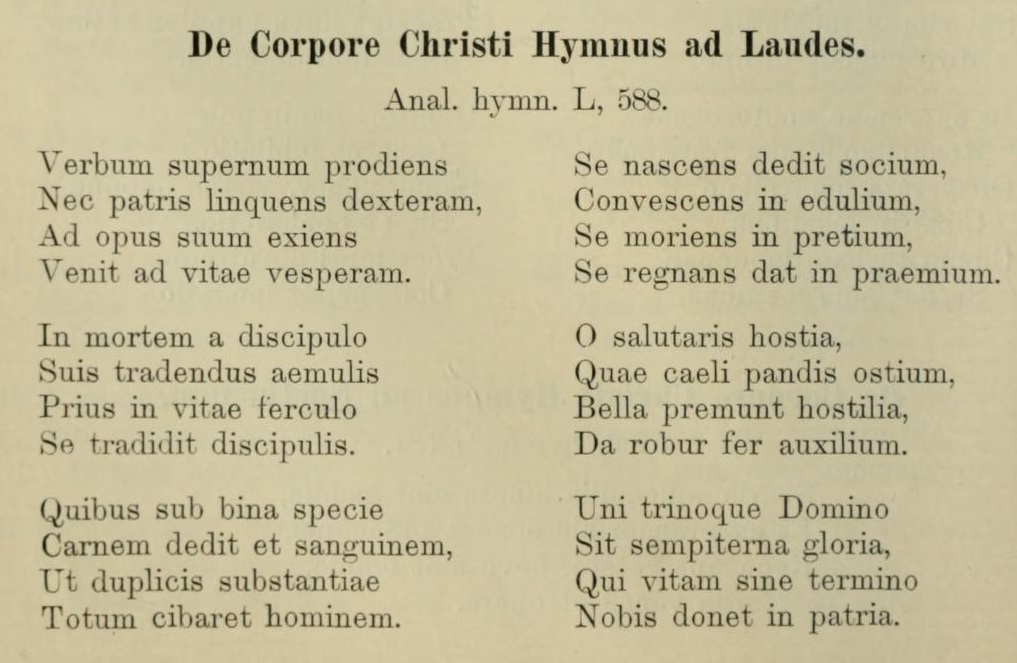
Hija con el himno escrito

El himno Verbum Supernum Prodiens ("Verbo que baja de lo alto") es uno de los cinco himnos escritos por Tomás de Aquino a petición del papa Urbano IV para la liturgia de la solemnidad de Corpus Christi. El Aquinate compuso este himno para los laudes de la fiesta e incluyó otras oraciones para la misa y la Liturgia de las Horas. 
Tiene seis estrofas. La primera trata de la Encarnación de Jesucristo. En la segunda estrofa se habla de Judas Iscariote que lo traicionó y de cómo Él se entrega a la muerte por sus discípulos. La tercera recuerda La Última Cena donde, según el Evangelio, Jesús dio su cuerpo y su sangre como comida y bebida. En la cuarta recuerda diversos momentos de la vida de Jesús: el nacimiento, el cenáculo, la cruz y el cielo. Las últimas dos estrofas (que comienzan por O Salutaris Hostia) son un canto de alabanza a la Eucaristía y son usadas también como himno de exposición tanto en la Iglesia católica como en la anglicana. La melodía fue tomada del himno Aeterne Rex Altissime de la misa de la Ascensión.
Algunos estudiosos hacen notar la semejanza de la cuarta estrofa con un texto de san Bernardo que habría servido de inspiración al autor:

Se nascens dedit socium,
convescens in edulium,
se moriens in pretium,
se regnans dat in præmium.
Se dedit in meritum;
se dedit in praemium;
se apponit in refectione animarum sanctarum;
se in redemptione distrahit captivarum.

## Letra
La segunda línea: "Nec Patris linquens dexteram", la cual los revisores del papa Urbano VIII dejaron intacta y carece de prosodia clásica, está en ritmo acentual y rima alternativamente. 
| Latín | Castellano |
| --- | --- |
| Verbum supernum prodiens Nec Patris linquens dexteram, Ad opus suum exiens Venit ad vitae vesperam. In mortem a discipulo Suis tradendus æmulis, Prius in vitæ ferculo Se tradidit discipulis. Quibus sub bina specie Carnem dedit et sanguinem; Ut duplicis substantiæ Totum cibaret hominem. Se nascens dedit socium, Convescens in edulium, Se moriens in pretium, Se regnans dat in præmium. O salutaris hostia, Quæ cæli pandis ostium, Bella premunt hostilia; Da robur, fer auxilium. Uni trinoque Domino Sit sempiterna gloria: Qui vitam sine termino Nobis donet in patria. Amen. | El Verbo que viene desde lo alto y que no abandona la derecha del Padre, que sale a (realizar) su obra, ha venido al atardecer de la vida. Quien por su discípulo a la muerte sería entregado a sus enemigos. Antes como comida de vida, se entregó a los discípulos. A ellos, bajo doble especie dio (su) carne y sangre para que en esta doble sustancia se alimentara todo el hombre. Al nacer se entregó como compañero, al comer (se entregó) como alimento; al morir (se entregó) cual precio; al reinar se da como premio. Oh, salvadora hostia que abres la puerta del cielo, Guerras implacables (nos) oprimen: da(nos) fuerza, danos auxilio. Al Señor Uno y Trino sea gloria eterna. Que una vida sin término nos regale en la patria. Amén |

## Autoría
La autoría de santo Tomás de Aquino ha sido discutida. Su continuador y biógrafo Tolomeo de Lucca afirma:

Officium etiam de corpore Christi fecit ex mandato Urbani [...] Hoc autem fecit complete et quantum ad lectiones et quantum ad totum officium tam diurnum quam nocturnum quam etiam ad missam et quidquid illa die cantatur; in qua historia, si attendimus ad verba scribentis, quasi omnes figurae Veteris Testamenti in hoc officio videntur contineri, luculento et proprio stylo adaptata ad Eucharistiae sacramentum.
También elaboró el oficio de la (solemnidad) del Cuerpo de Cristo por mandato del (papa) Urbano [...] preparó toda la liturgia del día tanto las lecturas como el oficio completo diurno y nocturno, tanto la misa como todo lo que se canta ese día; en su preparación -si miramos el testimonio de los que escribían al dictado- casi todas las figuras del Antiguo Testamento parecen estar usadas con estilo notable y apropiado adaptadas al sacramento de la Eucaristía.

Sin embargo, autores como C. Lambot, o L. Delaissé lo ponen en duda debido precisamente a que la adjudicación se hizo ya muerto el Aquinate. Hay que esperar a un estudio histórico-crítico de Pierre Marie Gy publicado por primera vez en 1980 en una revista y luego en 1990 como libro para una comprobación de tipo científico de la autoría. 
Existían dos textos con algunas pequeñas variantes. Gy usó el que se encontraba en la biblioteca del papa Bonifacio VIII y fue este texto el que pasó a la edición crítica leonina. Estos estudios permitieron llegar a la conclusión de que Tomás de Aquino elaboró una primera composición -llamada Sapientia- que fue la que se usó en la fiesta del Cuerpo de Cristo en el año 1264. A continuación lo perfeccionó, llegando a la segunda versión que es conocida como Sacerdos in aeternum (trad: "Sacerdote para la eternidad") y que fue promulgada como oficial por el papa Urbano IV a través de la bula Transiturus. Es probable que la diversidad de versiones que han llegado a nuestros días se deba a la diferencia entre estos dos textos.